# Carmen de Burgos
Carmen de Burgos y Seguí, també coneguda pel pseudònim de Colombine, (Rodalquilar, localitat de Níjar, Almeria, 10 de desembre de 1867 - Madrid, 9 d'octubre de 1932) va ser una periodista, escriptora, traductora i activista dels drets de la dona espanyola.
Se la considera la primera periodista professional a Espanya i en castellà per la seva condició de redactora del madrileny Diario Universal el 1906, diari que dirigia Augusto Figueroa. Va signar també amb pseudònims com a Gabriel Luna, Perico el de los Palotes, Raquel, Honorine o Marianela.

## Biografia
Nascuda a Almeria el 1867, va viure a Rodalquilar, Níjar, on el seu pare, vicecònsol de Portugal a Almeria, posseïa terres, mines i el cortijo La Unión. Als setze anys es va casar amb Arturo Álvarez Bustos, periodista dotze anys més gran que ella. Aquest era fill del governador civil d'Almeria, que a més a més tenia en propietat la tipogràfica que imprimia el principal diari de la capital, i això va permetre Colombine de familiaritzar-se amb el món de la premsa des de jove. El matrimoni va constituir una desil·lusió des del primer moment per a Carmen, que se separarà legalment del seu marit.
Al juny de 1895 obté la titulació de mestra d'Ensenyament Elemental Primària i el 1898 la d'Ensenyament Superior, a Madrid. El 1901 obté plaça mitjançant oposició en l'Escola Normal de Mestres de Guadalajara. Aquest any mor el seu fill i decideix abandonar el seu marit i començar una nova vida independent, amb Maria Álvarez de Burgos, la seva altra filla. Destacaria aleshores com a periodista, corresponsal de guerra, escriptora, assagista i traductora. Romandrà a la ciutat castellana fins al 1907.
Va ser parella del també escriptor Ramón Gómez de la Serna durant vint anys. També se la va relacionar amb Galdós, Blasco Ibáñez, Cansinos Assens, Juan Ramón Jiménez, Tomás Morales, Alonso Quesada, Julio Antonio, Julio Romero de Torres, Sorolla. Se la considera una de les primeres defensores del paper social i cultural de la dona. Va defensar també la llibertat i el gaudi d'existir. Independent a ultrança, va creure en un món millor i va ser una «feminista», encara que ella odiava aquest terme, i republicana, acostumaven a anomenar-la «Carmensita». Va desenvolupar una estreta amistat amb l'escriptora portuguesa Ana de Castro Osório.
Va morir el 1932, al cap de poc d'haver intervingut en una reunió del Cercle Radical Socialista.

## Treball literari
Va treballar a El Universal, El Globo, La Correspondencia de España, El Heraldo de Madrid i ABC, diari del qual va ser la primera redactora. Va cobrir diferents episodis de la Guerra de Melilla el 1909, essent una de les primeres dones corresponsals de guerra de la història d'Espanya. A més a més de la seva intensa obra periodística són destacables les seves conferències en l'àmbit del moviment feminista, com per exemple La misión social de la mujer (1911) i La mujer en España. No va ser gaire ben considerada per un important sector dels crítics i escriptors contemporanis, que en diverses ocasions van menystenir la seva feina i la seva obra, i van intentar relegar i reduir la seva persona a la simple condició d'«amant» de Ramón Gómez de la Serna.
Entre les seves novel·les més populars pot citar-se Puñal de claveles, escrita al final de la seva vida i basada en l'esdeveniment conegut com el crim de Níjar, que va tenir lloc el 1928 en el «Cortijo del Fraile», a la comarca del Campo de Níjar, i que va ser una de les inspiracions amb les quals va comptar Federico García Lorca per al seu drama Bodas de sangre.

## Obres
| Novel·les curtes |
| --- |
| - Ensayos literarios, 1900. - Alucinación, 1905 - El anhelo - El abogado - El artículo 438 - Cuentos: El tesoro del castillo - Cuentos de Colombine - En la guerra - Honor de familia |

| Novel·les |
| --- |
| - Los inadaptados, 1909 - La rampa, 1917 - El último contrabandista, 1918 - Los anticuarios, 1919 - El retorno, 1922 - La malcasada, 1923. - Los espirituados, 1923. - La mujer fantástica, 1924. - El tío de todos, 1925. - Quiero vivir mi vida, 1931. - Los anticuarios. |

| Assajos i altres escrits |
| --- |

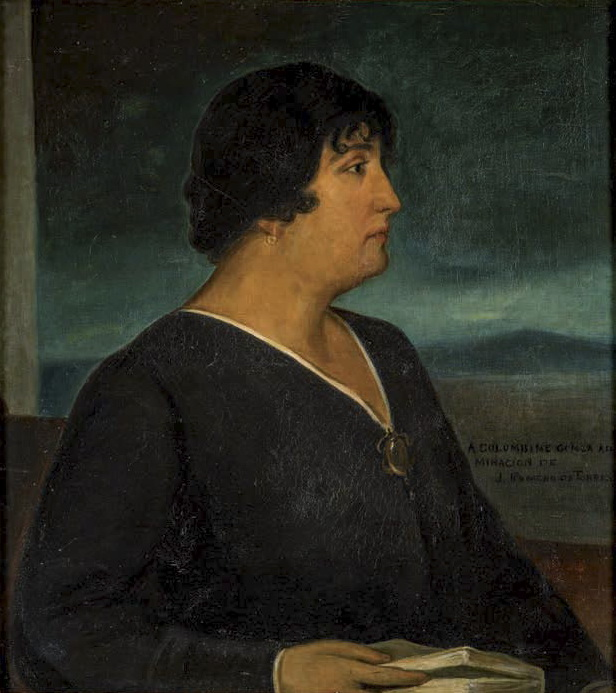
Retrat pintant per Julio Romero de Torres el 1917.

| - Ensayos literarios, 1900. - Álbum artístico literario del siglo XX, 1901. - Notas del alma, 1901, (col·lecció de cobles populars) - El divorcio en España, 1904. - La mujer en España, 1906. - Por Europa, 1906 - La voz de los muertos, 1911 - Leopardi, 1911 - Misión social de la mujer, 1911 - Cartas sin destinatario, 1912 - Al balcón, 1913 - Impresiones de Argentina, 1914 - Confidencias de artistas, 1916 - Peregrinaciones, 1917 - Mis viajes por Europa, 1917 - Fígaro, 1919 - La Emperatriz Eugenia, 1920 - Hablando con los descendientes, 1929 - Gloriosa vida y desdichada muerte de D. Rafael del Riego, 1931. - ¿Quiere v. comer bien?, 1931 - Amadís de Gaula, s.a. |

| Traducció |
| --- |
| - Historia de mi vida (muda, sorda y ciega), 1904 - La guerra ruso-japonesa, 1904. - La inferioridad mental de la mujer, 1904. - Loca por razón de Estado, 1904. - Los Evangelios y la segunda generación cristiana, 1904 - La Iglesia cristiana, 1905 - Diez y seis años en Siberia, 1906. - En el mundo de las mujeres, 1906. - El rey sin corona, 1908. - La conquista de un Imperio, 1911. - Los misterios de la india, 1911. - La corona de olivo silvestre, 1911-1913. - Fisiología del placer, 1913. - Las mañanas en Florencia, 1913 - Las piedras de Venecia, 1913. - Las siete lámparas de la arquitectura, 1913. - Los pintores modernos. El paisaje, 1913. - Cuentos a Maxa, 1914. - El reposo de San Marcos. Historia de Venecia, 1915. - La Biblia de Amiens, 1916. - La decisión, 1917. - Una idea de parisiense por página, 1917. - La perseverancia, 1919. - Defnis y Cloe, 1910. - Los últimos filibusteros, 1913. - La princesa muda, s.a. - El tío Geromo (Crainqueville). - Cuentistas italianos. |